# Cinnyris superbus
Cinnyris superbus là một loài chim trong họ Nectariniidae.